# Исо Његован
Исо Његован (Бунић, код Коренице, 7. фебруар 1922 — Београд, 16. новембар 1996), учесник Народноослободилачке борбе, друштвено-политички радник и дипломата СФРЈ.

## Биографија
Рођен је 7. фебруара 1922. године у Бунићу код Коренице. Завршио је гимназију 1940. године и Вишу политичку школу „Ђуро Салај” у Београду, 1949. године. Учесник је НОБ-а од 1941. године и члан КПЈ од 1942. године. После ослобођења био је секретар Окружног комитета КП Србије у Сомбору, повереник Повереништва унутрашњих послова за Војводину и скретар Среског комитета СКС у Вршцу.
У дипломатској служби је од 1949. године као начелник одељења у Министарству иностраних послова односно Државном секретаријату за иностране послове, генерални конзул ФНРЈ у Сиднеју, амбасадор СФРЈ у Бурми и Судану и помоћник државног секретара за иностране послове до 1969. године.
Носилац Партизанске споменице 1941.